# Martí Galindo
Martín Galindo Girol (Barcelona, 21 de mayo de 1937- ibídem, 3 de marzo de 2019) fue un actor de teatro español, que se hizo especialmente conocido como colaborador del programa de televisión Crónicas marcianas de Xavier Sardà, donde participó de 1997 a 2002. Debido a su corta estatura normalmente interpretaba en el teatro papeles de niño.

## Biografía
Antes de Crónicas marcianas Galindo había aparecido brevemente en televisión en 1986 en el programa Planeta imaginario de TVE interpretando a Morgan, el vampiro come-libros y en sketches del programa Ahí te quiero ver, presentado por Rosa María Sardà quien más tarde le habló a su hermano del actor.

## Trayectoria profesional

### Teatro
- 1963, octubre. El hombre, la bestia y la virtud de Luigi Pirandello. Estrenada en el teatro Calderón de Barcelona por la compañía de Alejandro Ulloa.
- 1985. La desaparición de Wendy de Josep Maria Benet i Jornet, estrenada en la sala Villarroel de Barcelona.
- 1991. Snoopy (musical), con dirección de Ricard Reguant.

## Premios
- Tp de Oro (1997). Personaje Revelación.[5]